# Santiago de Tuna (distrito)
O Distrito peruano de Santiago de Tuna é um dos trinta e dois distritos que formam a Província de Huarochirí, situada no Departamento de Lima, pertencente a Região Lima, na zona central do Peru.

## Transporte
O distrito de Santiago de Tuna é servido pela seguinte rodovia:
- PE-22, que liga o distrito de Ate (Província de Lima) à cidade de La Oroya (Região de Junín)
- LM-118, que liga o distrito de Langa à cidade de Santa Cruz de Cocachacra [1][2][3]